# Henry James
Henry James (ur. 15 kwietnia 1843 w Nowym Jorku, zm. 28 lutego 1916 w Londynie) – amerykańsko-brytyjski pisarz, krytyk i teoretyk literatury.

## Życiorys
Henry James urodził się jako drugie z pięciorga dzieci (William, ur. 1842, Garth Wilkinson, ur. 1845, Robertson, ur. 1846, i Alice, ur. 1848) Henry’ego Jamesa seniora i Mary Robertson Walsh. Dzięki fortunie dziadka rodzina nie znała problemów finansowych. Brat Henry’ego Jamesa, William James, został profesorem Uniwersytetu Harvarda i jednym z prekursorów pragmatyzmu. Istniała między nimi pewna rywalizacja, mimo że więzi, które ich łączyły, były bardzo silne.
Po 5-letnim pobycie w Europie rodzina przeniosła się do Nowej Anglii, gdzie pozostała do końca wojny domowej. We wrześniu 1862 Henry zapisał się na wydział prawa Uniwersytetu Harvarda, który później porzucił, poświęcając się twórczości literackiej. Pierwszą swą nowelę opublikował w 1864 anonimowo. The Story of the Year, jego pierwsze podpisane opowiadanie, ukazało się w marcu 1865 w "Atlantic Monthly".
Od lutego 1869 do wiosny 1870 James podróżował po Europie, udając się najpierw do Anglii, później do Francji, Szwajcarii i Włoch. Po powrocie do Cambridge opublikował Watch And Ward (1871).
W 1915, zawiedziony postawą USA wobec Wielkiej Wojny, przyjął obywatelstwo brytyjskie. Umarł kilka tygodni później, 28 lutego 1916 roku, po dwóch atakach serca.

## Dysputa z H.G. Wellsem
James wraz z H.G. Wellsem odbyli wspólną dysputę o fantastyce naukowej na temat granic powieści. Teoretyk literatury apelował do pisarza, aby ten porzucił kaznodziejstwo i zajął się subtelnościami osobowości postaci. 
Twierdzenia Jamesa miały wpływ na twórczość m.in. Virginii Woolf i Samuela Becketta.

## Twórczość
Twórczość Henry’ego Jamesa dzieli się na trzy okresy. W pierwszym skupiał się na Amerykanach (np. A Passionate Pilgrim, Daisy Miller czy Portret damy), w drugim opisywał angielskie społeczeństwo (np. powieść O czym wiedziała Maisie, gdzie przedstawił społeczeństwo ówczesnej Anglii z perspektywy dziecka), w trzecim pisał najbardziej złożone powieści (np. Ambasadorowie, o europejskim i amerykańskim społeczeństwie).
- A Passionate Pilgrim (1871)
- Roderick Hudson (1875)
- Transatlantic Sketches (1875)
- Amerykanin (The American, 1877)
- Daisy Miller (1878)
- Europejczycy (The Europeans, 1878)
- Zaufanie (Confidence, 1879)
- Portret damy (The Portrait of a Lady, 1881)
- Dom na Placu Waszyngtona (Washington Square, 1881)
- A Little Tour in France (1884)
- Bostończycy (The Bostonians, 1886)
- Księżna Casamassima (The Princess Casamassima, 1886)
- Autografy Jeffreya Asperna (The Aspern Papers, 1888)
- Echo (The Reverberator, 1888)
- The Tragic Muse (1890)
- Guy Domville (sztuka, 1895)
- The Spoils of Poynton (1897)
- O czym wiedziała Maisie (What Maisie Knew, 1897)
- The Turn of the Screw (1898) – różne polskie przekłady: W kleszczach lęku, przeł. Witold Pospieszała (1959), Dokręcanie śruby, przeł. Jacek Dehnel (2015), Obrót śruby, przeł. Barbara Kopeć-Umiastowska (2019)
- In the Cage (1898)
- The Awkward Age (1899)
- Skrzydła gołębicy (The Wings of the Dove, 1902)
- Ambasadorowie (The Ambassadors) (1903)
- The Beast in the Jungle (1903)
- Złota czara (The Golden Bowl, 1904)
- English Hours (1905)
- The American Scene (1907)
- Italian Hours (1909)